# Эль-Асад
Эль-А́сад (араб. بحيرة الأسد‎ — Buhayrat al-Assad) — водохранилище в Сирии на реке Евфрат. Названо в честь президента Сирии Хафеза аль-Асада.
В 1973 году Сирия при помощи инженеров из Советского Союза завершила строительство Плотины на Евфрате выше по течению от города Эр-Ракка. Плотина создала водохранилище (Бухейрат Эль-Асад) объёмом 12 км³, размеры которого примерно 80 км в длину и 8 км в ширину. Площадь поверхности — 447 км².
При въезде на плотину строжайший паспортный контроль. Вода из водохранилища используется для поливного земледелия. Имеется гидроэлектростанция. На берегу расположен город Эс-Саура. Вдоль водохранилища идёт автомагистраль и железнодорожная ветка Алеппо — Эр-Ракка. Водохранилище Эль-Асад считается ключевым местом для мигрирующих и зимующих птиц в Западной Азии.
Водохранилище является одним из основных источником питьевой воды для Алеппо, обеспечивая город по трубопроводу 80 000 000 м² питьевой воды в год. Также на водохранилище развита рыбная промышленность.